# Gunnar Persson
Gunnar Persson (13 ottobre 1933 – 8 aprile 2018) è stato un fumettista e disegnatore svedese.
Era il figlio di Elov Persson, noto per la creazione di uno dei più antichi personaggi svedesi di strisce a fumetti, Kronblom. Gunnar iniziò a disegnare le strisce di Kronblom nel 1968 subito dopo il peggioramento delle condizioni di salute del padre. Prima di dedicarsi a Kronblom, Gunnar Persson aveva già disegnato le strisce Gus e Herr Larsson contenute nel fumetto 91:an.